# Seleta

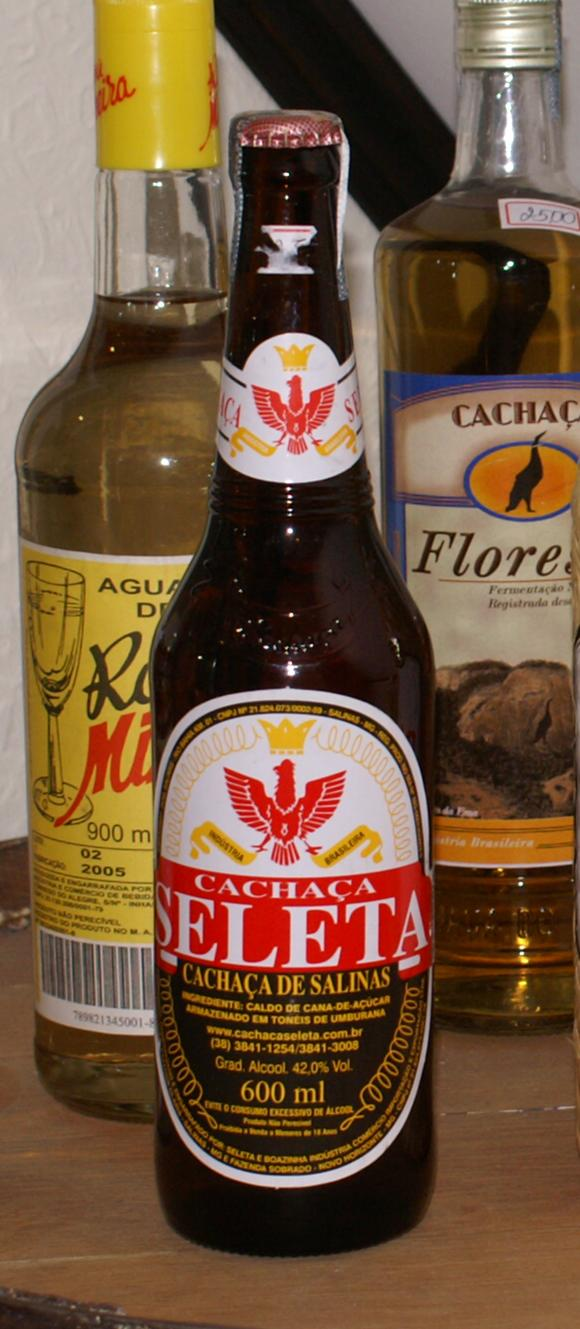
Cachaça av märket Seleta. Lägg märke till kapsylen.

Seleta är en cachaça tillverkad i staden Salinas i delstaten Minas Gerais i Brasilien. Salinas är känd för att vara en mindre stad där ett flertal stora cachaça-tillverkare finns. 
Sockerrören krossas till en sockerlösning och filtreras. Sockerlösningen jäses sen för att destlieras. Efter destillering lagras cachaçan på träfat av umburana träslag för smakens skull. Drycken håller en alkoholnivå på 42 % och lämpar sig väl till att blanda Caipirinha av. 
Seleta tillverkas av Seleta e Boazinha Indústria Comércio e Exportação LTDA.